# Parahaploposthia brunea
Parahaploposthia brunea är en plattmaskart som beskrevs av Faubel 1976. Parahaploposthia brunea ingår i släktet Parahaploposthia och familjen Haploposthiidae. Inga underarter finns listade i Catalogue of Life.